# Tsjoekovets (Silistra)
Tsjoekovets (Bulgaars: Чуковец, Turks: Tokmakköy) is een dorp in het noorden van Bulgarije. Het dorp valt onder het administratieve bestuur van de gemeente Alfatar in de oblast Silistra. Het dorp ligt hemelsbreed ongeveer 29 km ten zuidoosten van Silistra en 342 km ten noordoosten van Sofia. 

## Bevolking
In de eerste volkstelling van 1934 registreerde het dorp 382 inwoners. Dit groeide tot een officiële maximum van 508 inwoners in 1956. Sindsdien, maar met name na de val van het communisme in 1989, neemt het inwonersaantal af. Op 31 december 2019 telde het dorp 251 inwoners.
Van de 286 inwoners reageerden er 285 op de optionele volkstelling van 2011. Van deze 285 respondenten identificeerden 284 personen zichzelf als Bulgaarse Turken (99,6%), terwijl 1 respondent ondefinieerbaar was (0,4%).
| Etnische samenstelling van de respondenten (2011) | Etnische samenstelling van de respondenten (2011) | Etnische samenstelling van de respondenten (2011) | Etnische samenstelling van de respondenten (2011) | Etnische samenstelling van de respondenten (2011) |
| ------------------------------------------------- | ------------------------------------------------- | ------------------------------------------------- | ------------------------------------------------- | ------------------------------------------------- |
|                                                   |                                                   |                                                   |                                                   |                                                   |
| Bulgaren                                          | Bulgaren                                          |                                                   | 0,0%                                              | 0,0%                                              |
| Turken                                            | Turken                                            |                                                   | 99,6%                                             | 99,6%                                             |
| Roma                                              | Roma                                              |                                                   | 0,0%                                              | 0,0%                                              |
| Anders/Onbekend                                   | Anders/Onbekend                                   |                                                   | 0,4%                                              | 0,4%                                              |

Van de 286 inwoners in februari 2011 werden geteld, waren er 34 jonger dan 15 jaar oud (11,8%), gevolgd door 199 personen tussen de 15-64 jaar oud (68,9%) en 56 personen van 65 jaar of ouder (19,4%).